# Горбачова Ольга Юріївна
О́льга Юрі́ївна Нікі́тіна (до шлюбу Горбачо́ва; нар. 12 липня 1978, Кривий Ріг) — українська співачка, екссолістка гурту «Арктика», телеведуча, журналістка.

## Біографія

### Освіта
- Середня школа з поглибленим вивченням німецької мови в місті Кривий Ріг (9 років);
- Гуманітарно-технічний ліцей (Кривий Ріг) (2 роки);
- Закінчила Київський державний лінгвістичний університет за спеціальністю «філологія, німецька, англійська мова та зарубіжна література».[4]

## Кар'єра

### Телеведуча, журналістка
У студентські роки почала свою телевізійну кар'єру ведучої на музичному каналі «BIZ TV». Поєднувала щоденні прямі ефіри з посадою програмного директора телеканалу «BIZ TV». Пізніше працювала програмною директоркою найпопулярнішої радіостанції (FM) України «Русское радио». Паралельно виходила в прямі ефіри з передачами «Доброго ранку, Україно» і «Студія 5М» на Першому державному телеканалі.
З 2002 по 2007 рік працювала шеф-редакторкою та ведучою програми «Мелорама» на телеканалі «Інтер», вела музичний телефестиваль «Пісня року», національні конкурси краси «Міс Україна» та основні святкові прямі ефіри в країні. Авторка та продюсерка спецпроєктів телеканалу «Інтер» про Пісенний конкурс Євробачення, фестивалі «Нова хвиля» (Латвія), «Слов'янський базар» (Білорусь) та багатьох інших.
У 2007 році отримала нагороду «Золоте перо» як «найкраща ведуча розважальних програм на телебаченні».
У 2010—2011 роках завдяки продюсеру Олександру Асаулюку почала працювати в ранковому шоу «Guten Morgen» на телеканалі М1 в парі з Андрієм Кузьменком («Скрябін»).
У 2012 році була ведучою реаліті-шоу в світі «Big Brother» в Україні.

### Співачка
У 2006 році почала музичну кар'єру під псевдонімом Арктика, випустила дебютний російськомовний альбом «Герои».
У 2009 році вийшов другий альбом «Белая звезда», а у 2010 році була ініціаторкою дуету і продюсеркою кліпу на пісню «Я люблю его» з Іриною Білик і актором Жан-Клод Ван Дамом.
Восени 2012 року запустила авторський музично-журналістський проєкт «Жизнь замечательных мужчин».
Навесні 2015 року вперше в Україні поєднала свій сольний концерт із семінаром для жінок, створивши абсолютно новий жанр на межі музичних шоу та психологічних тренінгів. Визначивши свій жіночий концерт як музичний семінар, артистка досягла ефекту шоу-терапії. В рамках свого проєкту вона проводить багато зустрічей та семінарів, де піднімає в розширеному форматі теми стосунків і призначення жінки.
Популяризує тему материнства, сім'ї, збереження шлюбу. 29 червня 2016 року вдруге одружилася з продюсером Юрієм Нікітіним, змінила ім'я на «Ольга Нікітіна», але творчим псевдонімом залишила дошлюбне прізвище.
У 2016 році проводила тур музеями України, виступала з лекцією «7 жизней женщины» і проводила зустрічі з жінками.
Наприкінці 2016 року нарешті вийшов її четвертий студійний альбом «7 жизней женщины».
У 2017 році зняла 4 відео:
- «Повезло»[21]
- «Отдана» (обрядове відео весілля в замку «Радомишль»);[22]
- «Тебя буду ждать» (концертне відео з фестивалю «Сонце»);
- «Гори-гори» (чакральний кліп про енергетичні центри).[23]

### 2019
Вийшов альбом пісень «Сила»..
У 2021 році публічно заявила, що завершує кар'єру співачки та телеведучої.

## Родина та особисте життя
У 1998 році познайомилась із продюсером Юрієм Нікітіним, у 2007 році одружилась, у 2009 році розлучилися.
У 2011 році знову почали зустрічатися, 25 липня 2014 року народила другу доньку — Серафиму Нікітіну.
29 червня 2016 року пара повторно оформила шлюб.

## Відзнаки
- Лауреатка Всеукраїнської премії «Жінка ІІІ тисячоліття» в номінації «Рейтинг» (2006).
- Національна українська премія в галузі журналістики «Золоте перо» — найкраща телеведуча, 2007, Україна.[29]

## Дискографія

### Альбоми
- Герои (2006)
- Белая звезда (2009)
- Благо дарю (2014)
- 7 жизней женщины (2017)
- Сила (2019)

## Музичні відео
- «Можешь не верить» (2006)
- «Скучаю» (2006)
- «Времени нет» (2006)
- «Звезда» (2007)
- «Очень-очень» (2008)
- «Пожалуйста» (2008)
- «Май» (2009)
- «Почему» (2009)
- «Люблю его» (2010)
- «Нечего терять» (2010)
- «Юра» (2010)
- «Kleine» (2011)
- «Не ревную» (2011)
- «Любви волна» (2011)
- «Звезда» (ремікс) (2012)
- «Свет» (2012)
- «Вера» (2013)
- «Второе дыхание» (2013)
- «Благо дарю» (з Андрієм Данилком) (2013)
- «Родина» (2013)
- «Мы преодолеем» (2016)
- «Хорошие новости» (2018)
- «Лучшая в мире» (2018)
- «ОЛЯ•ОЛЯ» (2019)
- «Шлюб» (2019)
- «Мир» (2020)